# Andrey Akopyants
Andrey Akopyants (Tashkent, 27 agosto 1977) è un ex calciatore uzbeko, di origine armena.

## Palmarès

### Club
- Campionato uzbeko: 1

Paxtakor: 1998
- Coppa d'Uzbekistan: 1

Paxtakor: 1997
- Coppa di Lettonia: 1

Daugava: 2008